# Eyvind Bødtker

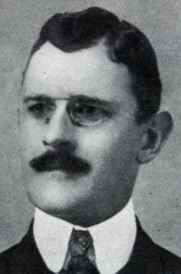
Eyvind Bødtker.

Eyvind Bødtker, född den 5 augusti 1867 i Trondhjem, död den 24 november 1932 i Oslo, var en norsk kemist. Han var bror till teaterkritikern Sigurd Bødtker.
Bødtker ledde under flera år den farmaceutiska undervisningen i kemi vid Kristiania universitet och blev där professor i kemi 1918. Han utgav en mängd vetenskapliga arbeten, främst i organisk kemi.